# Scharlakansfuchsia
Scharlakansfuchsia (Fuchsia magellanica) är en dunörtsväxtart som beskrevs av Jean-Baptiste de Lamarck.
Scharlakansfuchsia ingår i släktet fuchsior  och familjen dunörtsväxter. Arten är sällsynt i Sverige, men har historiskt odlats som trädgårdsväxt. Inga underarter finns listade i Catalogue of Life.

## Bildgalleri

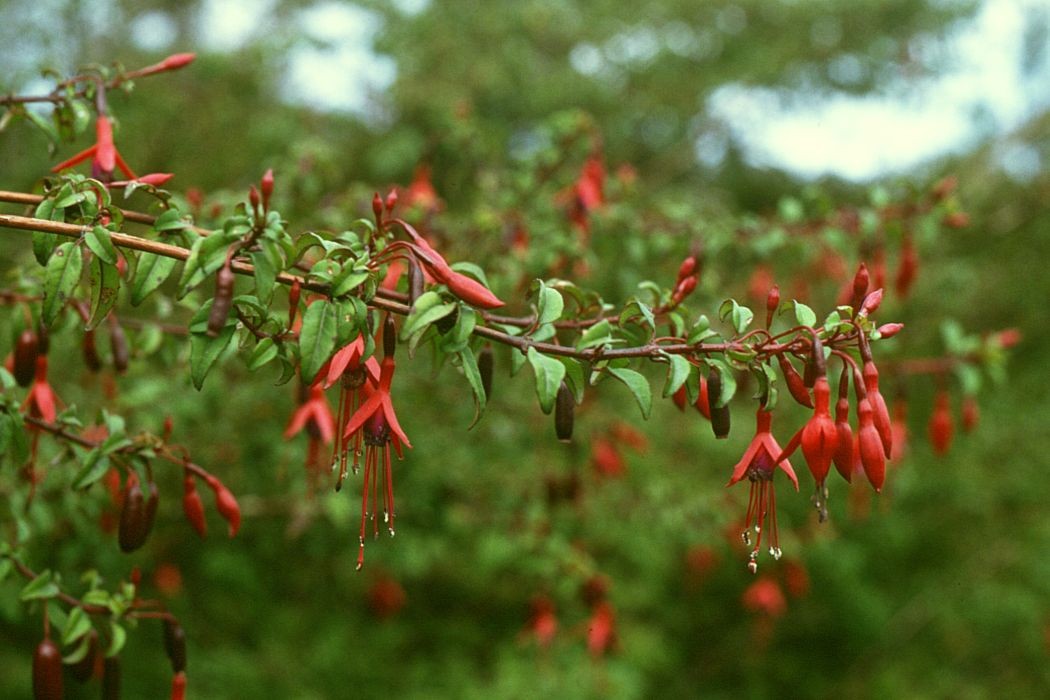
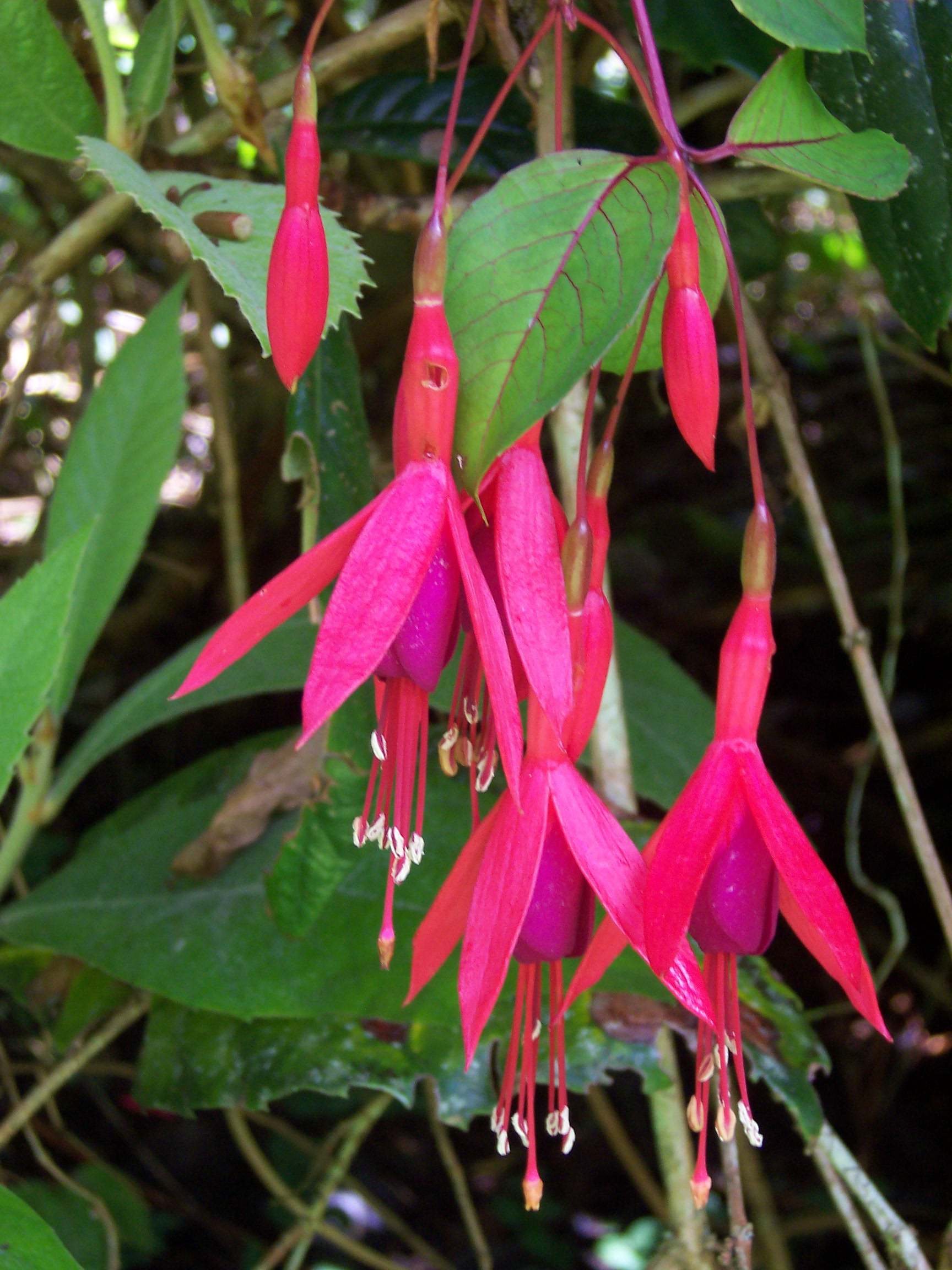
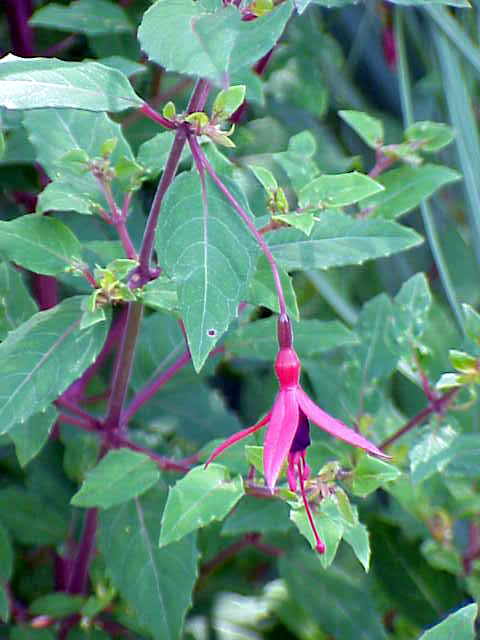
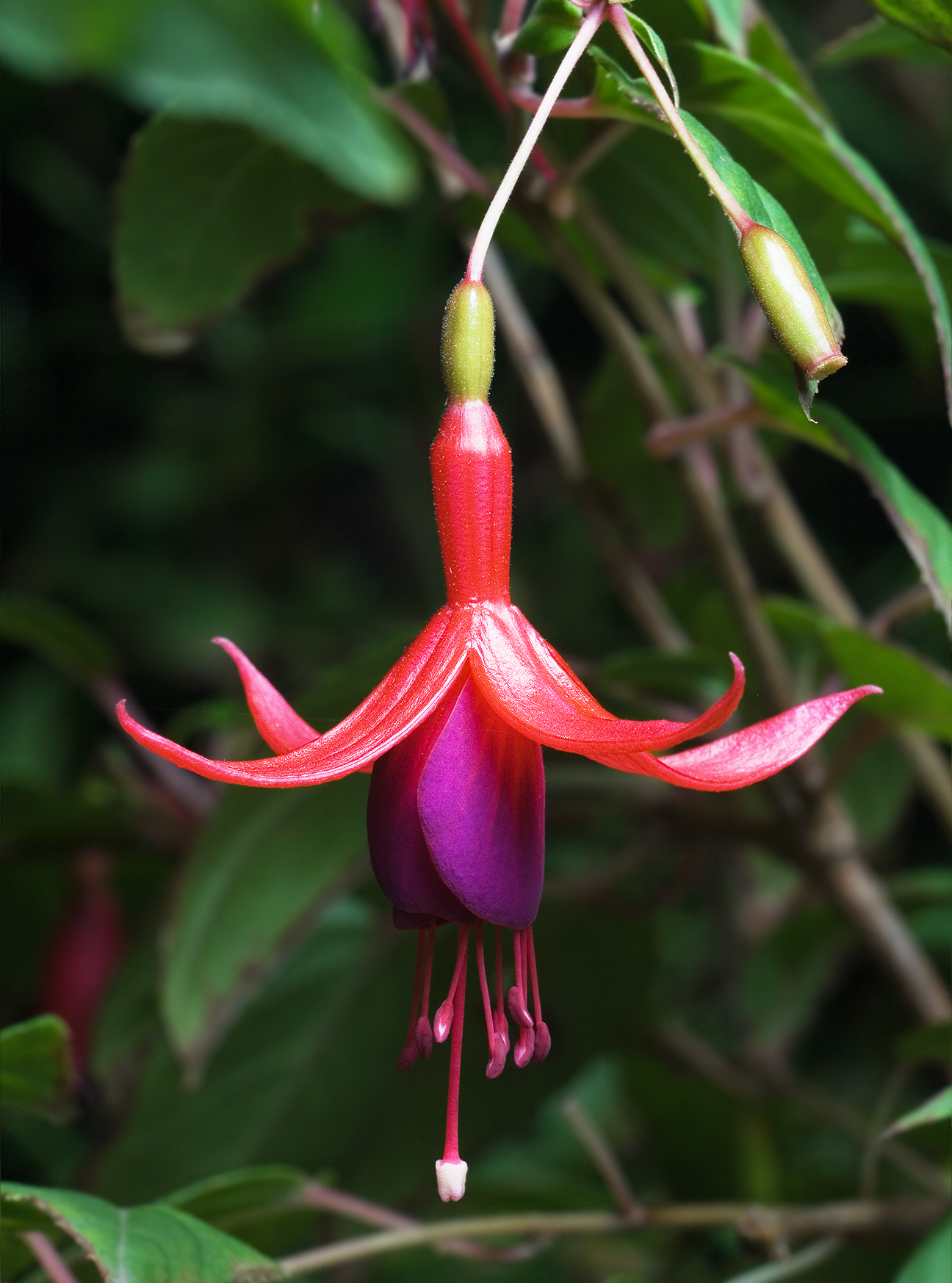
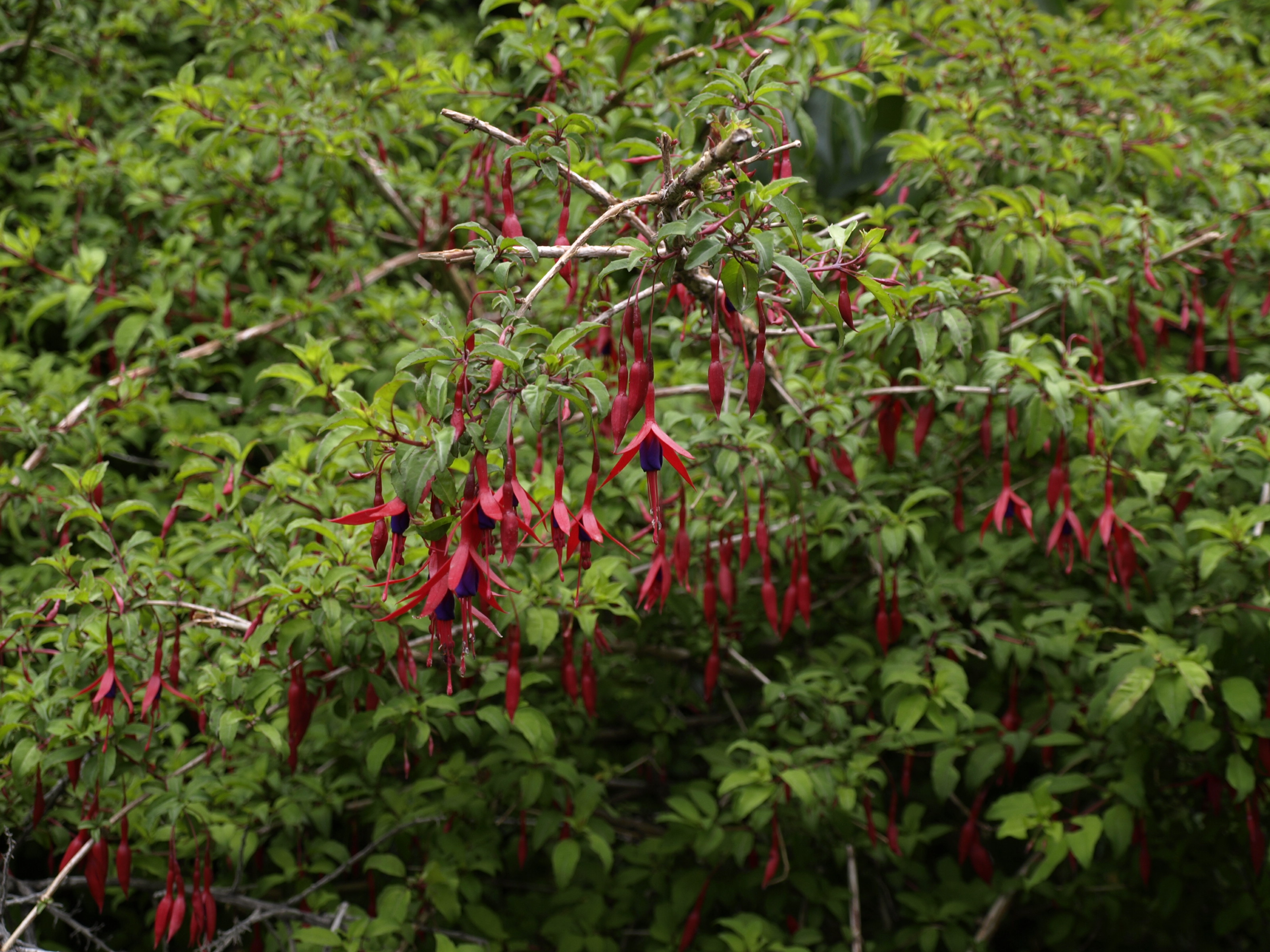
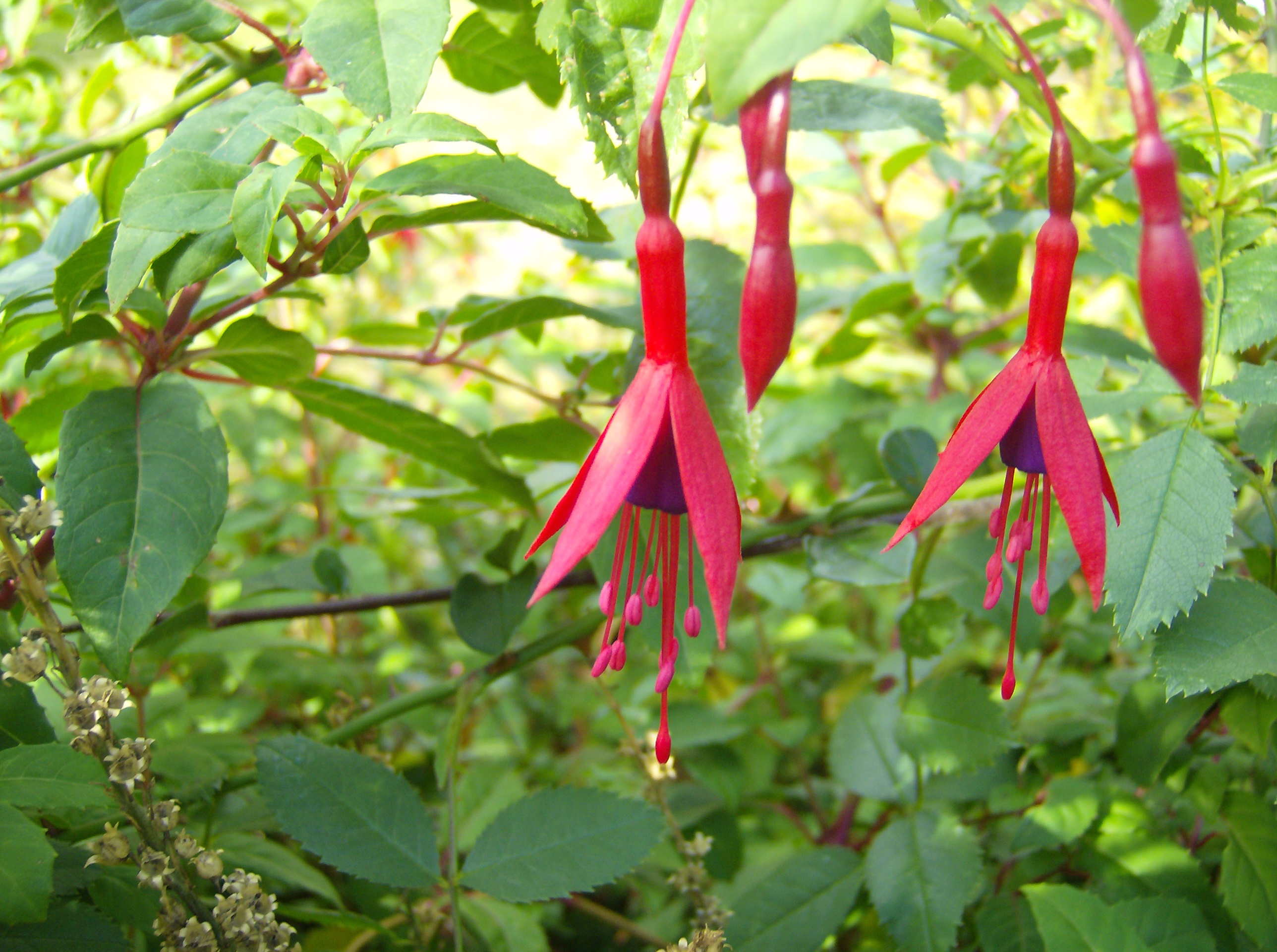